# Bedevaartvaantje

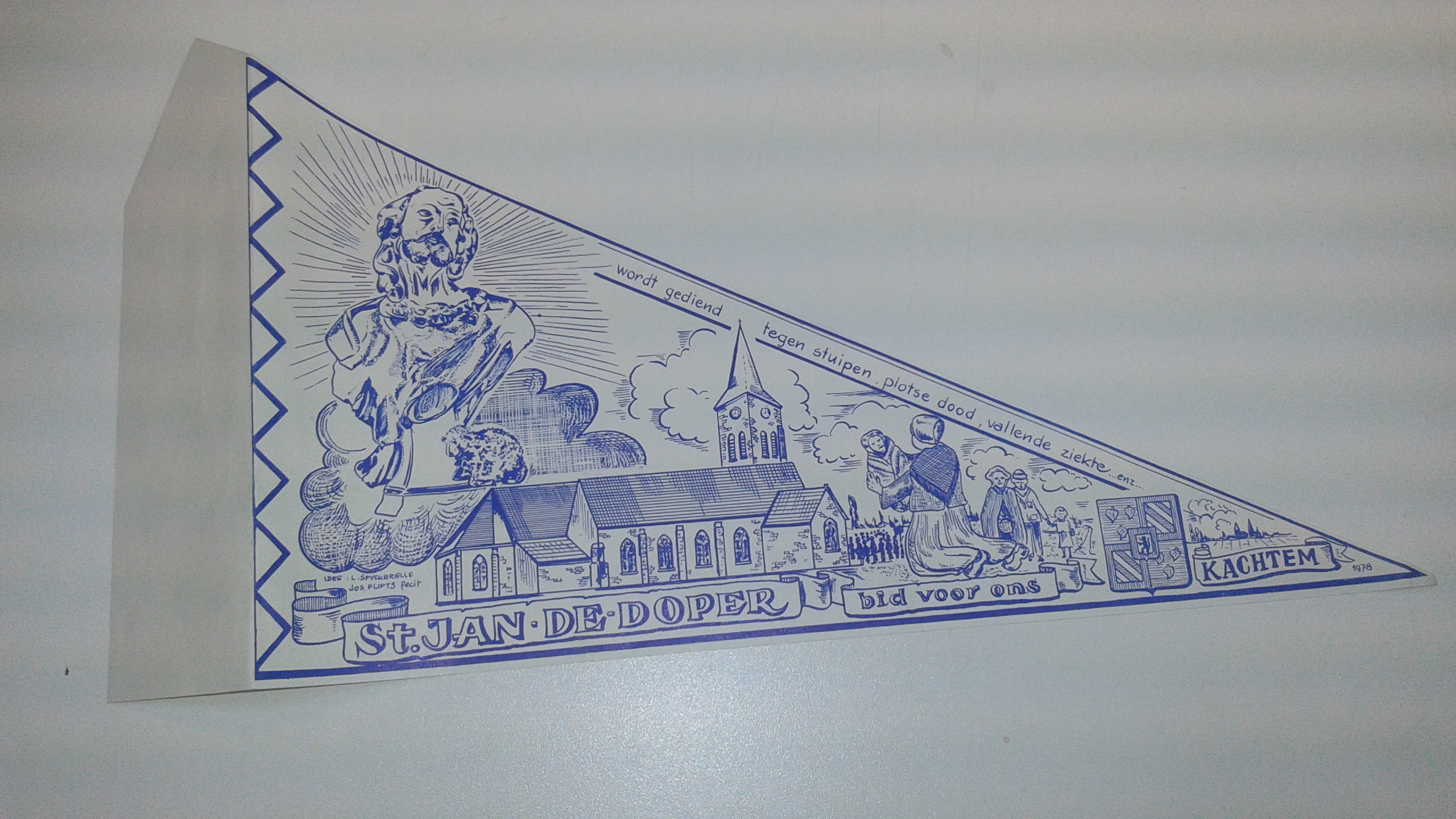
Vaantje van Sint-Jan de Doper

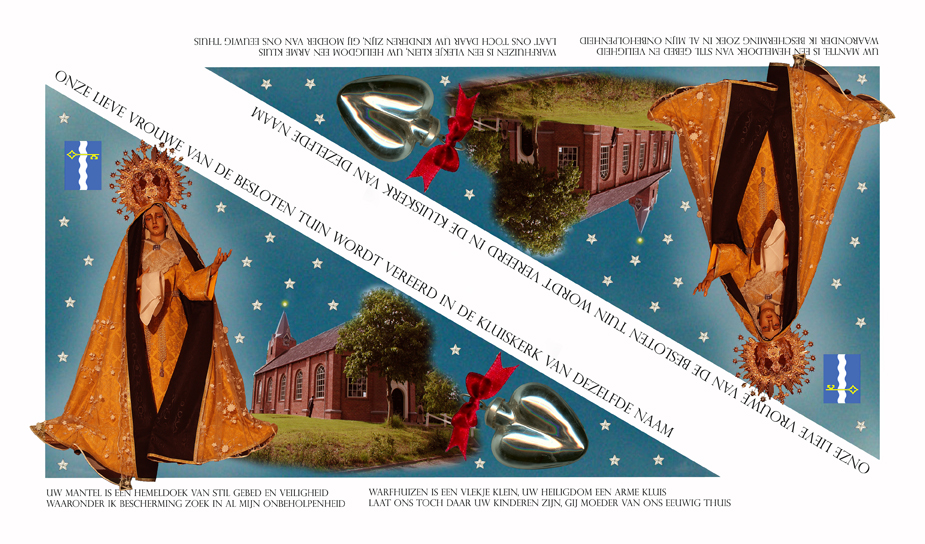
Bedevaartvaantje van Onze Lieve Vrouwe van Warfhuizen

Een bedevaartvaantje is een memorabilia, gemaakt van papier of van textiel dat bedevaarders uit bedevaartsoorden tegen betaling of offergave konden verkrijgen. Het genre behoort tot het devotioneel drukwerk uit de volkscultuur.

## Geschiedenis
Het bedevaartvaantje is in ieder geval bekend sinds de zeventiende eeuw, maar waarschijnlijk werden ze al in de Middeleeuwen vervaardigd. Zo werden in Hanswijk verschillende papieren vaantjes voorzien van een latijns chronogram. en gegraveerd door kunstenaars. Zo werden er vaantjes uitgegeven bij het bouwen van de nieuwe basiliek, met het volgende chronogram: nVbILa DetergIt teMpestatesqVe repeLLIt (1663).
Er bestaan vaantjes van allerlei heiligen uit verscheidene bedevaartsoorden. Bij  ruiters en varkensboeren zijn vooral vaantjes van de heilige Antonius-Abt populair, bij automobilisten dan weer de heilige Christoffel.

## productie
Dankzij de grafische technieken was het mogelijk om grote oplagen te maken voor de bedevaarders. Alhoewel het klassieke model wimpelvormig (zwart-wit) is, bestaan er ook andere formaten: zo werden in Mechelen ook vierkante papieren vaantjes verkocht. Naargelang de voorkeur werd er met houtsnede of kopergravure gedrukt.
Voor een wimpelvormig model drukt de uitgever er twee op een vel papier of stof, zodat men, door het vel diagonaal door te snijden, twee vaantjes verkrijgt. 
In de 20e eeuw worden aan de fiets of de auto bevestigd ter bescherming in het verkeer. 